# 本多忠貫
本多 忠貫（ほんだ ただつら）は、伊勢神戸藩の第7代（最後）の藩主。神戸藩本多家8代。

## 生涯
天保4年（1833年）11月28日、出羽新庄藩主戸沢正令の次男として江戸で生まれる。第6代神戸藩主本多忠寛が初め養嗣子としていた忠穆が早世したため、安政3年（1857年）2月に新たに養嗣子とされ、翌安政4年（1858年）4月1日に将軍徳川家定に拝謁する。同年4月26日の養父の隠居により家督を継いだ。安政5年（1859年）11月23日、従五位下伊予守に叙任する。竹橋門番を務めた後の文久3年（1863年）10月に山田奉行（第48代目）に任じられている。
明治2年（1869年）6月、版籍奉還により知藩事に任じられ、明治4年（1871年）7月の廃藩置県で免官された。その後、上野東照宮社司を務めた。明治17年（1884年）の華族令で子爵となる。明治31年（1898年）6月24日に死去した。享年66。家督は外孫の忠鋒が継いだ。

## 家族
父母
- 戸沢正令（実父）
- 貢子 ー 島津重豪の娘（実母）
- 本多忠寛（養父）

妻
- 本多忠寛の養女 ー 本多忠升の娘

子女
- 本多忠恕正室、生母は正室

養子
- 本多忠恕 ー 西尾忠受の四男
- 本多忠鋒 ー 忠恕の子（外孫）

| 日本の爵位 | 日本の爵位                              | 日本の爵位    |
| ---------- | --------------------------------------- | ------------- |
| 先代 叙爵  | 子爵 （神戸）本多家初代 1884年 - 1898年 | 次代 本多忠鋒 |